# 上海市第二中级人民法院
上海市第二中级人民法院（简称：上海市二中院、上海二中院、沪二中院；发文机关代字：沪二中）是中华人民共和国上海市的一所中级人民法院，位于上海市静安区中山北路567号。上海市第二中级人民法院下辖杨浦、虹口、黄浦、静安、普陀、宝山、嘉定、青浦、崇明9个区基层法院，上海市第二中级人民法院审理辖区内依法律规定由中级人民法院管辖的刑事、民事和行政等案件：监督、指导下级人民法院的审判工作。

## 沿革
该院于1995年7月1日经上海市人民代表大会常务委员会批准设立。

## 机构设置

### 审判机构
- 立案庭
- 刑一庭
- 刑二庭
- 少年庭
- 民一庭
- 民二庭
- 民三庭
- 民四庭
- 民五庭
- 民六庭
- 行政庭
- 审判监督庭
- 申诉审查庭
- 执行庭

### 其他机构
- 办公室
- 政治部
- 研究室
- 审判管理办公室
- 监察室
- 法警支队

## 历任领导
| 院长 副院长 | 党组书记 |

## 知名案例
- 1995年9月28日，上海市第二中級人民法院对吴冠中诉上海朵云轩、香港永成古玩有限公司出售假冒其署名的画作一案作出一审判决，认定两被告联合拍卖假冒吴冠中署名的《毛泽东肖像》画的行为，侵犯了原告吴冠中的著作权，判令两被告在《人民日报（海外版）》、《光明日报》上载文向原告公开赔礼道歉并赔偿原告7.3万元。
- 1996年11月11日，上海市第二中级人民法院以故意伤害罪判处杨玉霞死刑，剥夺政治权利终身。
- 1997年5月29日，上海市第二中级人民法院以抢劫罪判处魏广秀死刑，剥夺政治权利终身，该案为中国首起连环敲头凶杀案。
- 1999年1月6日，上海市第二中级人民法院对钱某诉上海屈臣氏日用品有限公司等侵害名誉权案作出二审宣判，法院撤销一审法院判决，改判赔偿精神损害人民币1万元。此案成为1998年中国大陆被称为“隐私年”的标志性案件。
- 2008年9月1日，上海市第二中級人民法院对杨佳袭警案作出一審判決，以故意殺人罪判處楊佳死刑，剝奪政治權利終身。
- 2014年2月18日，上海市第二中级人民法院对复旦投毒案作出一审判决，以故意杀人罪判处林森浩死刑，剥夺政治权利终身。[1]
- 2015年8月11日，上海市第二中级人民法院对原光明食品（集团）有限公司董事长王宗南挪用公款、受贿一案作出一审判决，以挪用公款罪、受贿罪判处王宗南有期徒刑18年，剥夺政治权利5年，并处没收财产100万元人民币。
- 2018年7月26日，上海市第二中级人民法院对原中共福建省委原副书记、福建省人民政府原省长苏树林受贿、国有企业人员滥用职权一案作出一审判决，以受贿罪、国有企业人员滥用职权罪判处苏树林有期徒刑16年，并处罚金人民币300万元[2]。
- 2018年8月23日，上海市第二中级人民法院一审宣判2016年10月虹口区杀妻藏尸案凶手朱晓东死刑。这是在中国司法体系执行“少杀、慎杀”原则下，凶手有法定从轻处罚情节，罕见的对凶手处以最高刑罚——死刑的案件。在全国各地众多性质更为恶劣、无法定从轻处罚情节的杀妻、杀女友凶案中，则普遍对凶手处以死缓。
- 2018年9月19日，上海市第二中级人民法院对中晋系集资诈骗案作出一审判决，以集资诈骗罪分别判处国太集团罚金3亿元，判处徐勤无期徒刑，剥夺政治权利终身，并处没收个人全部财产，判处陈佳菁等9人有期徒刑5年至12年不等，并处剥夺政治权利及罚金[3]。

## 对应基层人民法院
- 上海市杨浦区人民法院
- 上海市虹口区人民法院
- 上海市黄浦区人民法院
- 上海市静安区人民法院
- 上海市普陀区人民法院
- 上海市宝山区人民法院
- 上海市嘉定区人民法院
- 上海市青浦区人民法院
- 上海市崇明区人民法院